# Godzinki księcia Bedford

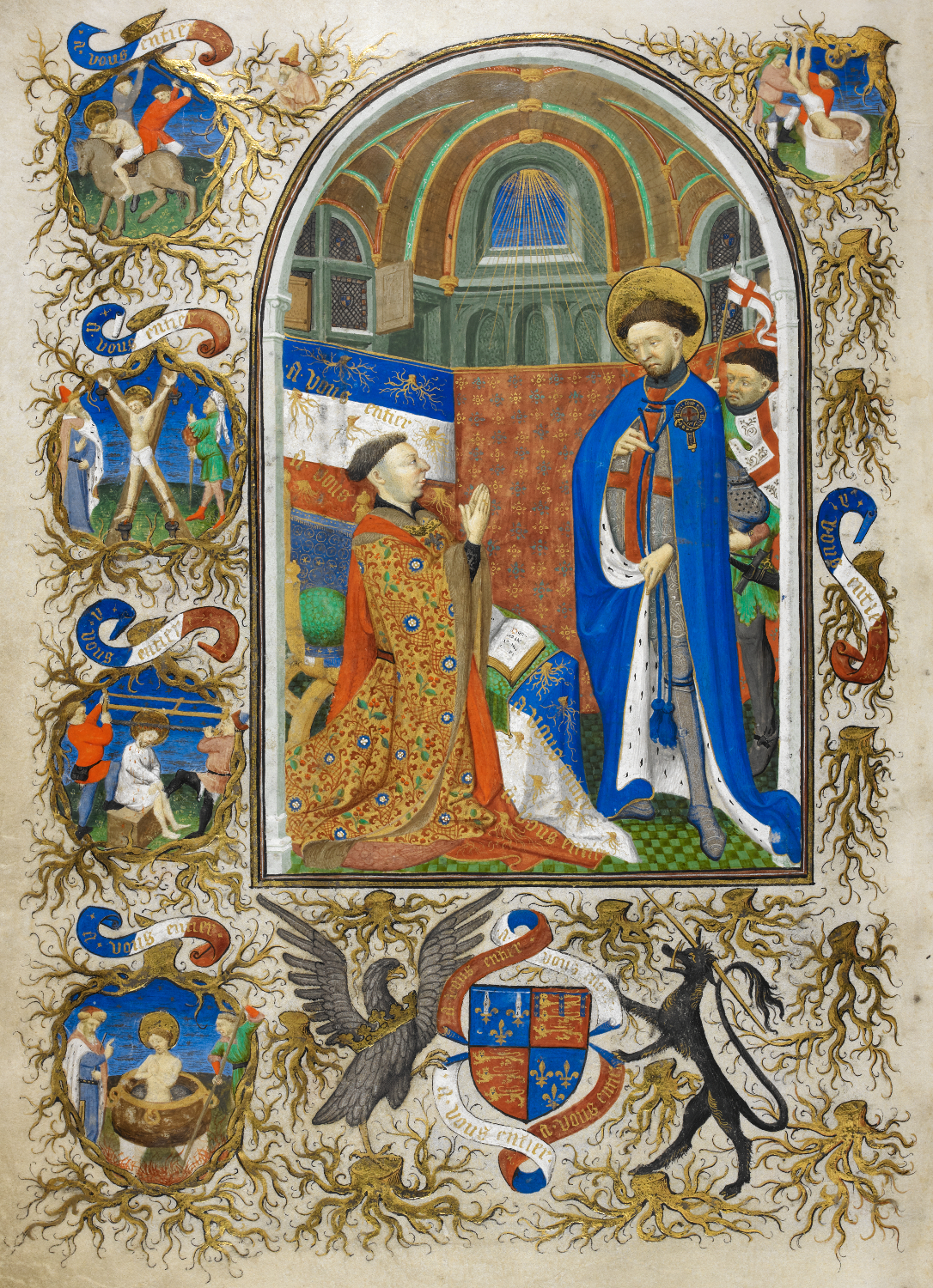
Karta z miniaturą przedstawiającą Jana Lancastera modlącego się do św. Jerzego

Godzinki księcia Bedford – pochodzący z początku XV wieku bogato iluminowany rękopis godzinek. Jego atrybucję przypisuje się Mistrzowi Bedforda, francuskiemu iluminatorowi książek aktywnemu w Paryżu w XV wieku. Znajduje się w zbiorach Biblioteki Brytyjskiej (sygnatura Add MS 18850).
Księga została wykonana we Francji około 1410-1420 roku dla nieznanej bliżej osoby z dworu królewskiego, być może dla delfina Ludwika. Na początku lat 20. XV wieku właścicielem manuskryptu był Jan Lancaster, 1. książę Bedford, od którego pochodzi nazwa księgi. W 1423 roku Jan podarował księgę w prezencie ślubnym swojej żonie, Annie burgundzkiej. Ona zaś wręczyła ją w 1430 roku Henrykowi VI Lancasterowi jako prezent na Boże Narodzenie w Rouen. Manuskrypt pozostał na terytorium Francji, pod koniec XVI wieku był własnością króla Henryka II. W bliżej nieznanych okolicznościach trafił później w ręce Roberta Worsleya, baroneta Appuldurcombe na Isle of Wight. Wdowa po Worsleyu sprzedała godzinki lordowi Edwardowi Harleyowi, po którym odziedziczyła je jego córka, Margaret. Po jej śmierci w 1785 roku księga jeszcze kilkukrotnie zmieniała właścicieli, ostatecznie w 1852 roku została zakupiona przez Bibliotekę Brytyjską.
Spisany na pergaminie manuskrypt ma wymiary 260×185 mm i liczy 289 kart in folio. Księga powstawała etapami, kolejni właściciele dodawali do niej nowe karty i iluminacje. Zdobi ją łącznie ponad 1200 różnorakich drolerii oraz cykle miniatur przedstawiające m.in. kalendarz zodiakalny, sceny ze Starego i Nowego Testamentu i żywoty świętych. Najbardziej znane są iluminacje dodane za czasów Jana Lancastera: cykl pełnostronicowych miniatur ze scenami z Księgi Rodzaju, portrety Jana i jego żony modlących się do świętych oraz ilustracja legendy o pochodzeniu fleur-de-lis. 